# 巴克拉諾韋
51°3′23″N 32°3′5″E / 51.05639°N 32.05139°E
巴克拉諾韋（烏克蘭語：Бакланове），是烏克蘭北部的村莊，隸屬切爾尼希夫州的尼任區。該村始建於1914年，面積0.03平方公里，海拔高度127米，2001年人口79，人口密度每平方公里2,925.93人。